# Kubanci
Kubanci (španjolski Cubanos) su ljudi koji žive u Kubi ili su porijeklom iz Kube. Većina Kubanaca živi na Kubi, iako postoji brojna kubanska dijaspora, posebice u Sjedinjenim Američkim Državama.

## Demografija
Najveći urbana populacija Kubanaca na Kubi nalazi se u Havani (s oko 3.073.000), Santiago de Cuba (oko 404.100), Camagüey (oko 294.000),  Holguin (oko 242.100), Guantanamo (oko 208.000),  Santa Clara (oko 205.900) uključujući:
5.597.233 muškaraca i 5.580.510 žena.
Prema tim podatcima je bilo 7.271.926 bijelaca, i 1.126.894 crnaca te 2.778.923 mulata.

## Podrijetlo
Bijeli Kubanci (65,05%) potječu prvenstveno od Španjolaca, osobito Galježana. Ostale europske nacionalnosti koje su emigrirale su: Britanci, uključujući i Škote, Ruse, Poljake, Portugalce, Rumunje, Talijane, Grke, Francuske, Nijemce i Irce. 
Crni Kubanci čine 10,08% do 23,84% stanovništva. Njihovi predci su uglavnom iz Konga i srednje Afrike.